# Den Europæiske Centralbank
Den Europæiske Centralbank (forkortet ECB) er centralbank for 19 lande i eurozonen. Banken, der er en af verdens mest betydningsfulde centralbanker, har ansvar for ØMU'en og euroen. Sammen med de nationale centralbanker udgør den Det Europæiske System af Centralbanker (forkortet ESCB).
ECB er en overnational institution, der blev stiftet 1. juni 1998 med hovedsæde i Frankfurt am Main i Tyskland. Den nuværende formand for banken er den tidligere franske finansminister Christine Lagarde. Næstformand er den tidligere spanske økonomiminister Luis de Guindos.
Blandt de økonomiske mål prioriteres bekæmpelse af inflation højest. Derudover understøtter ECB de generelle økonomiske politikker i EU.

## Struktur og organisation
ECB's øverste besluttende organ er Styrelsesrådet, der består af direktionen på 6 personer og centralbankcheferne i de 19 lande i euroområdet. Direktionens medlemmer udpeges af Det Europæiske Råd med kvalificeret flertal. Direktionens medlemmer udpgeges for en periode af otte år, og deres mandat kan ikke fornyes. Den første direktion, der tiltrådte ved ECB's stiftelse, havde dog mandater af forskellig varighed, så de forskellige fremtidige direktionsmedlemmer ikke alle skal udskiftes på én gang.
Styrelsesrådet mødes normalt to gange om måneden i ECB's hovedsæde i Frankfurt am Main. Siden Litauen indtrådte som fuldt medlem  i 2015, har der været en rotationsordning mellem centralbankcheferne med hensyn til stemmeafgivning, da de tilsammen råder over 15 stemmer. Hver måned er det en ny konstellation af centralbankchefer, der kan stemme på møderne sammen med direktionens seks medlemmer.

## Formænd for ECB
- 1998-2003 Wim Duisenberg, Nederland
- 2003-2011 Jean-Claude Trichet, Frankrig
- 2011-2019 Mario Draghi, Italien
- 2019-     Christine Lagarde, Frankrig